# St. Jakobus der Ältere (Hohenburg)

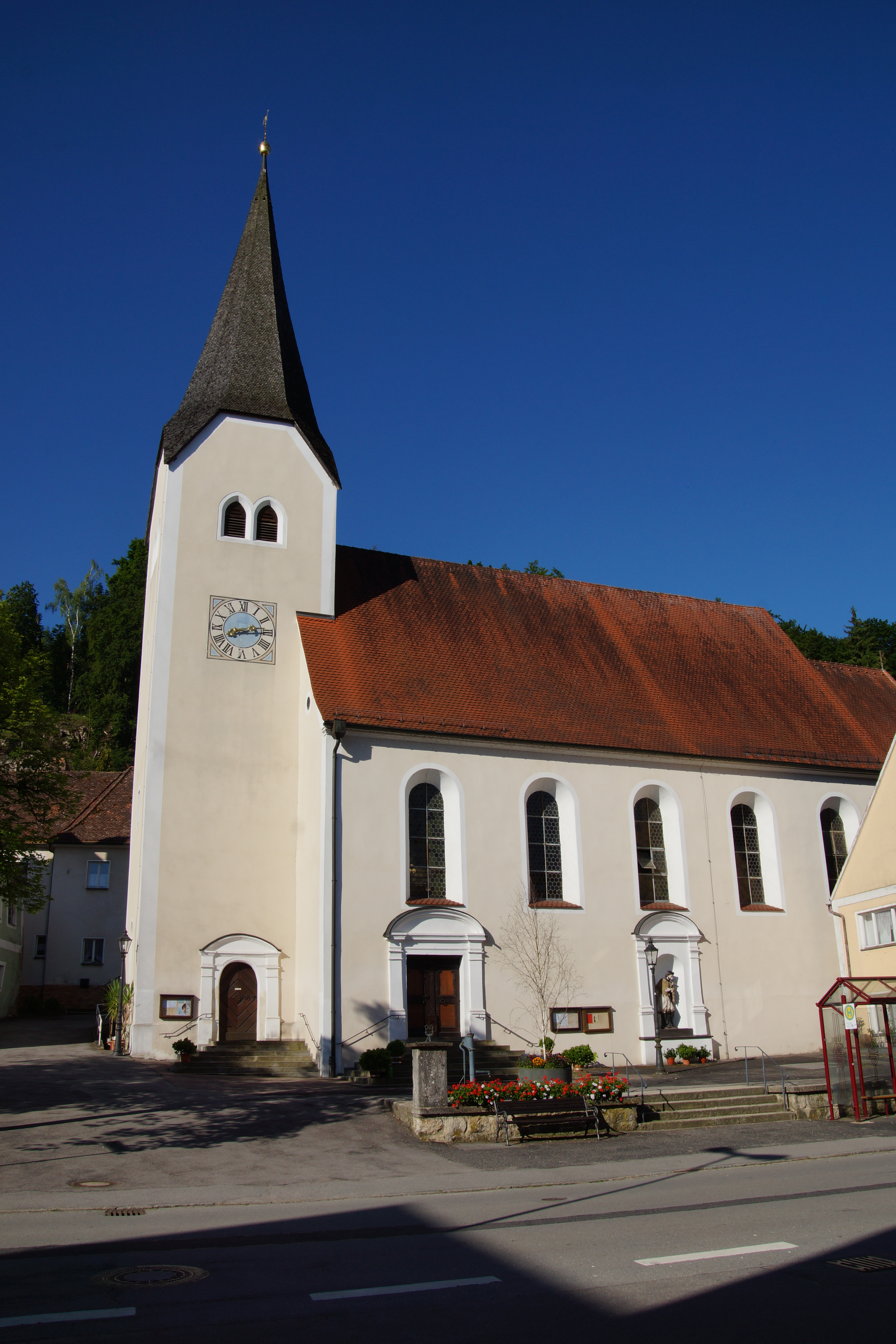
St. Jakobus der Ältere (Hohenburg)

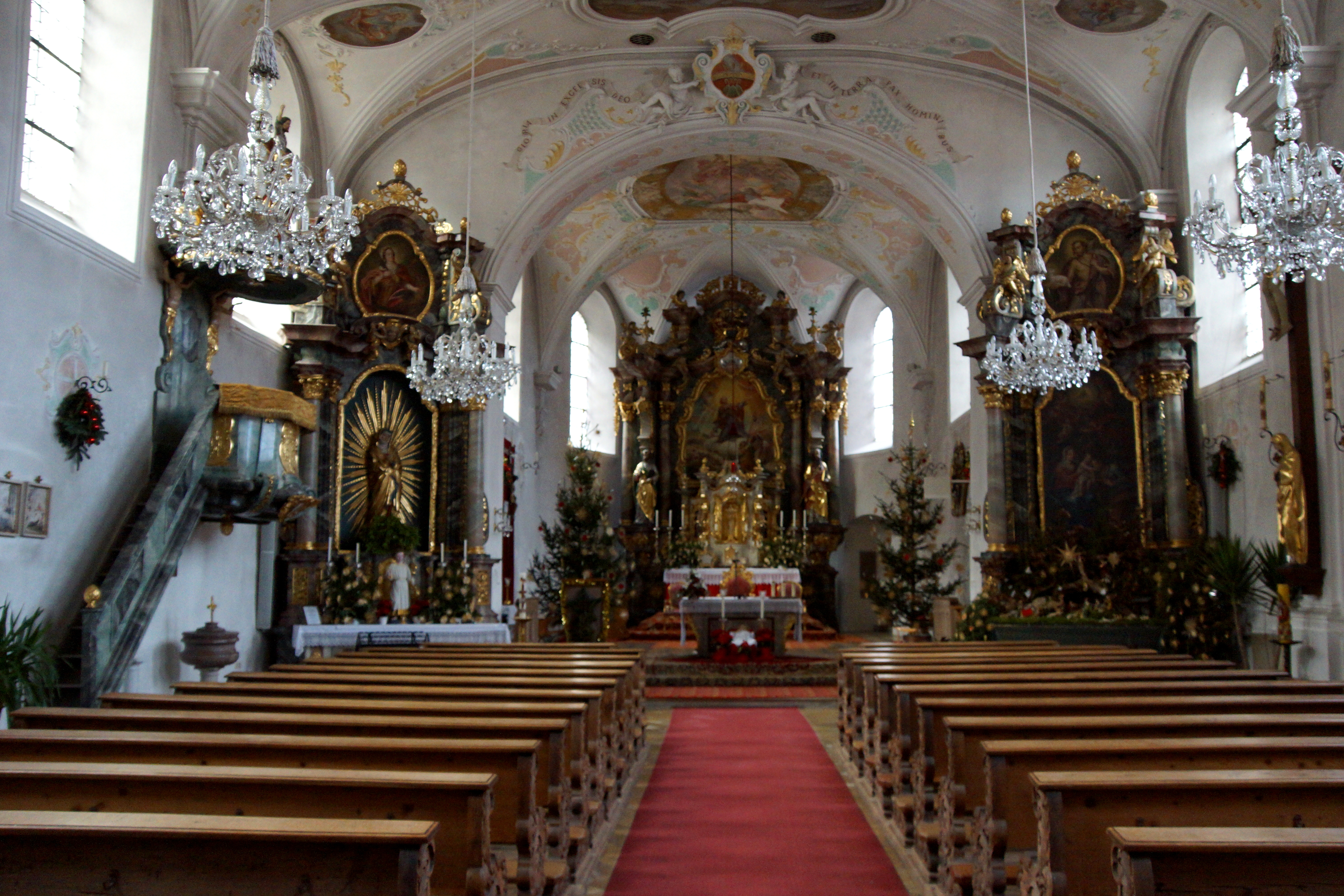
Innenraum

Die römisch-katholische, denkmalgeschützte Pfarrkirche St. Jakobus der Ältere steht in Hohenburg, einem Markt im Landkreis Amberg-Sulzbach der Oberpfalz. Die Kirchengemeinde gehört zum Bistum Regensburg. Das Bauwerk ist unter der Denkmalnummer D-3-71-129-28 als Baudenkmal in die Bayerische Denkmalliste eingetragen.

## Beschreibung
Die barocke Saalkirche wurde unter Verwendung des spätgotischen, auf romanischen Grundmauern basierenden Kirchturms im Osten errichtet und um 1725 umgestaltet. Das mit einem Satteldach bedeckte Langhaus hat im Westen einen eingezogenen, dreiseitig geschlossenen Chor. Der Kirchturm, der die Turmuhr und hinter den spitzbogigen Klangarkaden den Glockenstuhl beherbergt, ist mit einem spitzen Helm bedeckt, der mit Schindeln verkleidet ist. An der Nordseite des Kirchturms und des Langhauses befindet sich je ein Portal.
Der Innenraum des Langhauses ist mit einem Stichkappengewölbe überspannt, der des Chors mit einem Kreuzgewölbe. Die Deckenmalerei im Chor wird Otto Gebhard zugeschrieben. Zur Kirchenausstattung gehört ein Hochaltar, der von je zwei Säulen flankiert wird. An der Kanzel befinden sich Reliefs mit der Darstellung der Taufe Jesu und des Guten Hirten. Auf dem Schalldeckel befindet sich eine Darstellung des Jüngsten Gerichts, das von den vier Evangelisten umgeben ist.